# Torre de Layana
La torre de Layana es un torreón medieval que se encuentra situado en la localidad Zaragozana de Layana.

## Descripción
Se trata de un torreón gótico de planta rectangular de unos 8 por 5 metros de lado y 20 metros de altura con tres plantas, datable en el siglo XIII de los que se conservan originales los muros oeste y norte y parcialmente el muros sur. En los muros se aprecian diversas aperturas como alguna ventana y saeteras y todos los muros tiene su correspondiente matacán sobre ménsulas de triple modillón y arco apuntado y está rematada con almenas. Tiene cuatro plantas y la azotea.
La torre ha sido rehabilitada y es visitable ahora convertida en el centro de interpretación ‘De Agricultura/Paisaje Rural Romano’, un centro de interpretación sobre la vida rural en época romana en el entorno de la ciudad romana que ocupaba el yacimiento de Los Bañales, en las Cinco Villas. Es un centro pionero que te hará viajar en el tiempo y entender de qué modo Roma puso en explotación agrícola el territorio circundante a Los Bañales. También se ha recreado, a través de una maqueta, una explotación agrícola de una villa romana y se han incorporado a la visita piezas arqueológicas originales de Los Bañales o que se encontraban dispersas por el territorio.

## Reseña
Layana aparece citada en un documento de 1186, por el que el rey Alfonso II de Aragón, confirma su posesión a Sancho de Biota. En 1348 pertenecía a Juan Jiménez de Urrea, señor de Biota, y en 1412 a Juan de Sessé, partidario de Jaime de Urgell en el Compromiso de Caspe. En 1610 la villa y la torre pasaron a depender de la villa de Uncastillo.

## Catalogación
La torre de Layana está incluida dentro de la relación de castillos considerados Bienes de Interés Cultural en virtud de lo dispuesto en la disposición adicional segunda de la Ley 3/1999, de 10 de marzo, del Patrimonio Cultural Aragonés. Este listado fue publicado en el Boletín Oficial de Aragón del 22 de mayo de 2006.

## Enlaces
- Wikimedia Commons alberga una categoría multimedia sobre Torre de Layana.
- Torre de Layana en CastillosNet.

- Datos: Q30524027